# Psychotria formosa
Psychotria formosa är en måreväxtart som beskrevs av Adelbert von Chamisso och Diederich Franz Leonhard von Schlechtendal. Psychotria formosa ingår i släktet Psychotria och familjen måreväxter. Inga underarter finns listade i Catalogue of Life.